# Club Natació Sabadell

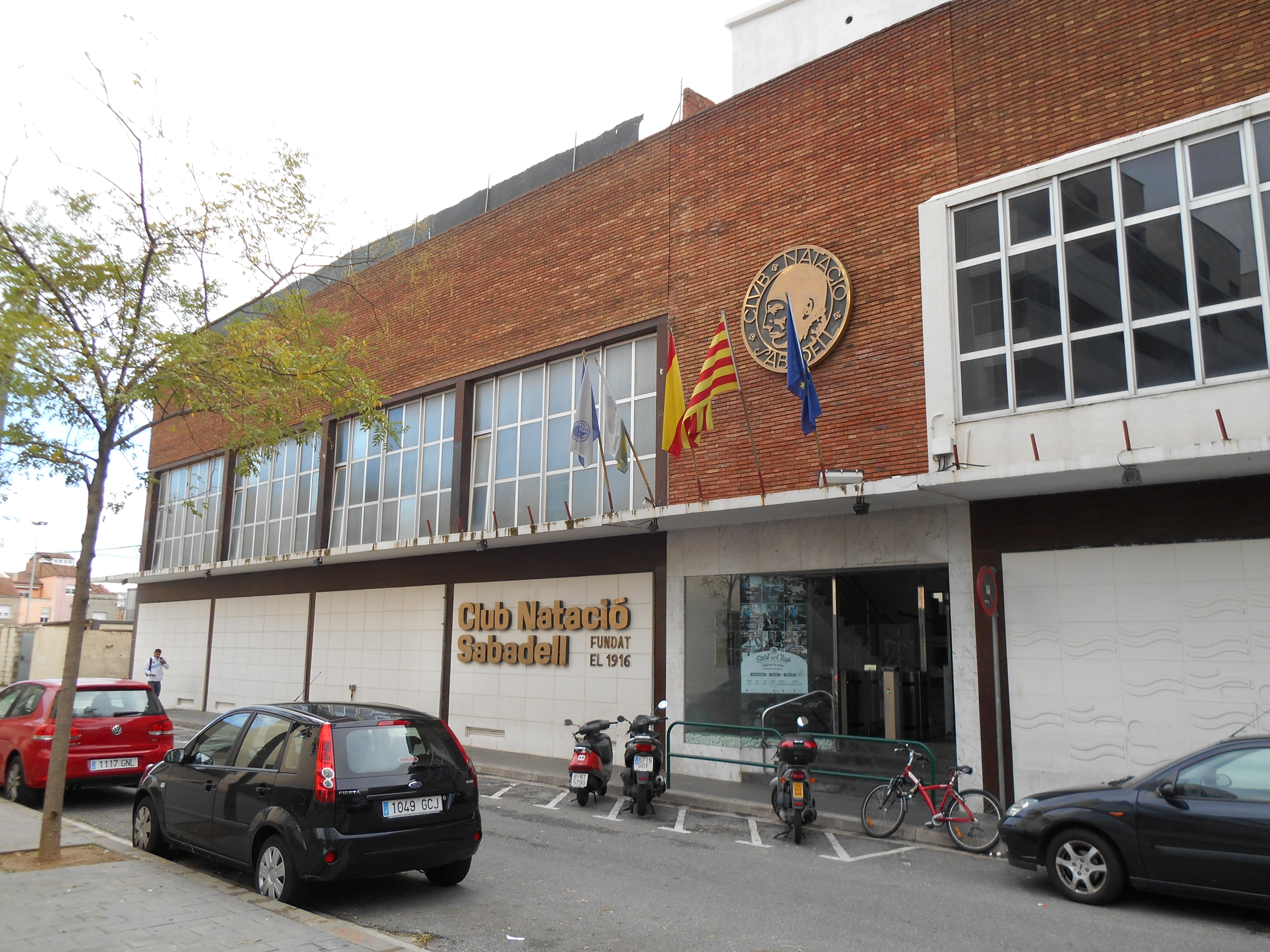
Club Natació Sabadell, vue de la rue Montcada.

Le Club Natació Sabadell est un club omnisports espagnol, installé à Sabadell, en Catalogne. Ses sections féminine et masculine de water-polo disposent d'un palmarès national et européen.

## Historique
Le Club Natació Sabadell est fondé en février 1916 par Joan Valls i Vidal. Sa première piscine avec un bassin de 25 mètres par 12 est construite en 1918, la première d'eau douce en Espagne, dans laquelle s'entraîne l'équipe espagnole de natation avant les Jeux olympiques de 1920. Elle est relayée par une nouvelle piscine couverte depuis 1959.
Les sections de basket-ball et de pelote sont créées en 1929, la première pour poursuivre une pratique sportive en hiver. Elles sont suivies de celle de fulbito dans les années 1950, de football  en 1960, de volley-ball en 1976, d'athlétisme et de squash au milieu des années 1980. Le club en entretient quatorze en 2010.
En water-polo, bien que ce sport soit pratiqué dès 1918 au club et que l'équipe masculine finisse deuxième du premier championnat national organisé le long d'une saison en 1965-1966, le CNS attend 1998 pour remporter son premier titre national, une coupe du Roi masculine. Néanmoins, son équipe féminine domine le championnat féminin dans les années 2000 et 2010 avec dix des treize titres possibles. Elle gagne sa première coupe d'Europe en avril 2011.
En 2005 le club reçoit la Creu de Sant Jordi, distinction décernée par la Generalitat de Catalogne.

## Palmarès water-polo féminin
- 5 Coupes d'Europe des Champions : 2011, 2013, 2014, 2016 et 2019.
- 17 Championnats d'Espagne : 2000, 2001, 2002, 2004, 2005, 2007, 2008, 2009, 2010, 2011, 2012, 2013, 2014, 2015, 2016, 2017, 2018[7],[8], 2019.
- 15 Coupes de la Reine : 2001, 2002, 2004, 2005, 2008, 2009, 2010, 2011, 2012, 2013, 2014, 2015, 2017, 2018, 2019[9].
- 10 Supercoupes d'Espagne : 2009, 2010, 2011, 2012, 2013, 2014, 2015, 2016, 2017, 2018[10].

## Palmarès water-polo masculin
- 3 Coupes du Roi : 1998, 2005 et 2012[11].
- 3 Supercoupes d'Espagne : 2002, 2005 et 2012.